# کارلا فن دو پوتلار
کارلا فن دو پوتلار (انگلیسی: Carla van de Puttelaar؛ زادهٔ ۱ نوامبر ۱۹۶۷) عکاس اهل پادشاهی هلند است.